# هزکام

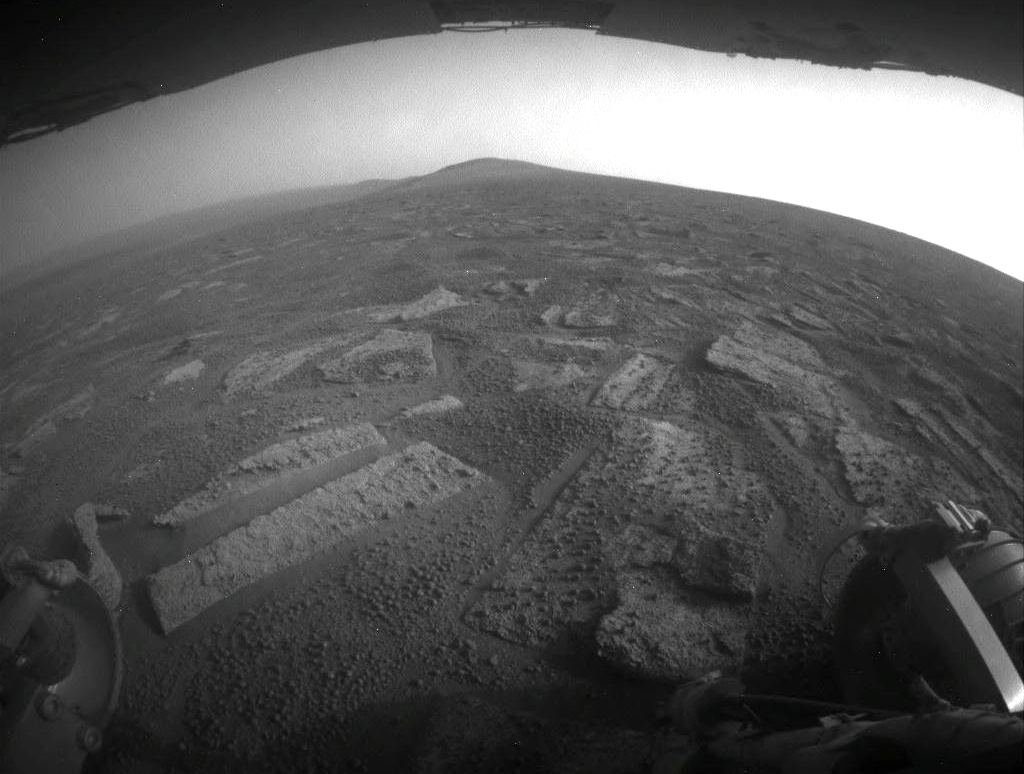
تصویری که هزکام از خلیج بوتانی در سال ۲۰۱۳ گرفته است.

هزکام یا Hazcam (مخفف دوربین های جلوگیری از خطر) دوربین عکاسی است که در جلو و عقب مریخ‌نوردهایی چون مریخ‌نورد روح، مریخ‌نورد آپورچونیتی، مریخ‌نورد کنجکاوی و مریخ‌نورد استقامت نصب شده است.